# L'Épreuve (film, 2013)
Pour les articles homonymes, voir L'Épreuve.
Pour plus de détails, voir Fiche technique et Distribution.
L'Épreuve (Tusen ganger god natt, littéralement Mille fois « Bonne Nuit ») est un film norvégien réalisé par Erik Poppe, sorti en 2013, présenté au Festival des films du monde de Montréal 2013, sorti en France le 6 mai 2015. Le film a été tourné à Dublin, Irlande et à Kaboul, Afghanistan 

## Synopsis
Rebecca (Juliette Binoche), photographe de guerre de renommée internationale, est blessée au cours d'un reportage en Afghanistan pour suivre un groupe de femmes bombes humaines qui préparent un attentat suicide, elle est gravement blessée par l'explosion d'une bombe. De retour chez elle en Irlande, pour se remettre de ce traumatisme, elle doit affronter une autre épreuve. son mari Marcus (Nikolaj Coster-Waldau) et sa fille ainée de 13 ans Stephanie (Lauryn Canny) ne supportent plus l’angoisse provoquée par les risques que son métier impose. Rebecca, qui est déchirée entre les souffrances qu’elle fait subir à ses proches et sa passion de photoreporter, doit faire face à un ultimatum : choisir entre son travail et sa famille. Mais peut-on vraiment échapper à sa vocation, aussi dangereuse soit-elle ? Renoncera t-elle à couvrir ces zones de combats, et à sa volonté de dénoncer la tragédie humaine de son époque ?

## Fiche technique
- Titre original : Tusen ganger god natt
- Titre anglais : A Thousand Times Good Night
- Titre français : L'Épreuve
- Réalisation : Erik Poppe
- Scénario : Erik Poppe et Harald Rosenløw-Eeg
- Direction artistique : Aziz Rafiq
- Casting : Salah Benchegra, Maureen Hughes
- Costumes : Judith Williams
- Photographie : John Christian Rosenlund
- Musique : Armand Amar
- Producteurs : Finn Gjerdrum, Stein B. Kvae
- Société(s) de production : Paradox Produksjon
- Société(s) de distribution : Septième Factory, Condor Entertainment (France)
- Pays d'origine : 
  - Norvège
  - Irlande
  - Suède
- Format : Couleur - 35 mm - Dolby Digital
- Genre : drame et guerre
- Durée : 117 minutes (1 h 57)
- Date de sortie :
  - 31 août 2013 :  Canada (Festival des films du monde de Montréal 2013)
  - 6 mai 2015 :  France
- Sortie DVD : 28 septembre 2015

## Distribution
|                                                        |  |  |
| Les acteurs Juliette Binoche et Nikolaj Coster-Waldau. |  |  |

- Juliette Binoche (VF : elle-même) : Rebecca
- Nikolaj Coster-Waldau (VF : Damien Boisseau) : Marcus
- Lauryn Canny : Steph
- Adrianna Cramer Curtis : Lisa
- Maria Doyle Kennedy (VF : Marie-Frédérique Habert) : Theresa
- Larry Mullen Junior : Tom
- Mads Ousdal : Stig
- Chloë Annett : Jessica
- Carl Shaaban : Courier
- Bush Moukarzel : Brian
- Eve Macklin : la petite amie de Brian
- Anna Leah Thorseth Poppe : l'ami de Steph
- Denise McCormack : la voisine
- Stephen Mullan : le réceptionniste
- Najat Azgar : la femme kamikaze
- Zoubida Akik : Ariana

Source et légende : Version française (VF) sur RS Doublage

## Récompenses
Le film a récolté 7 prix et 8 nominations.
- 2014 : Amandaprisen du meilleur film.